# Боровской (Артёмовский муниципальный округ)
Боровской — посёлок в Свердловской области, входящий в Артёмовский муниципальный округ. Управляется Лебёдкинской сельской администрацией.

## География
Посёлок располагается на истоке реки Боровая в 30 километрах на северо-восток от города Артёмовский.

### Часовой пояс
Боровской, как и вся Свердловская область, находится в часовой зоне МСК+2. Смещение применяемого времени относительно UTC составляет +5:00.

## Население
| 2002 | 2010 |
| ---- | ---- |
| 5    | ↘0   |